# Lava Records
Lava Records (Lava Music, LLC) — американская звукозаписывающая компания, принадлежащая Universal Music Group и управляющаяся Universal Republic Records.

## История
Lava Records была основана в 1995 году, как совместное предприятие Atlantic Records и Джейсона Флом, который начинал свою карьеру в Atlantic Records. За время работы на Atlantic, Флом подписал таких исполнителей как Zebra, Twisted Sister, Skid Row, White Lion и Тори Эймос, а также помог начать карьеру Stone Temple Pilots и Collective Soul. Список исполнителей лейбла включал следующих исполнителей: Authority Zero, Antigone Rising, Кид Рок, Matchbox Twenty, Porcupine Tree, Skillet, Smile Empty Soul, Sugar Ray, The Corrs, Uncle Kracker, Ванесса Уильямс, Trans-Siberian Orchestra и Simple Plan.
В августе 2005 года, Флом ушёл с поста председателя и исполнительного директора Atlantic Records, завершив 26-летнюю карьеру в компании. Он был назначен председателем и главным исполнительным директором Virgin Records U.S., после ухода с поста Мэтта Серлетика в том же месяце. В октябре 2005 года, Warner Music Group объединил Lava Records с Atlantic Records Group.
В 2009 году, Флом прекратил контракт Lava Records с Warner и возродил лейбл под эгидой Universal. Флом описал второе рождение как: «Новый старт с той же философией: найти новых исполнителей в рок и поп жанрах, развивать их, работать с хорошими партнёрами и сделать большие записи с бизнесе.» Lava работает как совместное предприятие вместе с Universal Republic, которые обеспечивают продвижение, маркетинг, продажи и услуги по дистрибуции. Флом сказал что хотел работать с сопрезидентами Эвери и Монте Липмана потому что, «[они] являются одними из лучших в бизнесе на поиск новых исполнителей.»
С Lava заключали контракты Лорд, Джесси Джей, Clairity, Kaile Goh и Black Veil Brides.

## Список исполнителей Lava Records

### Текущие исполнители
- Энди Блэк
- Джесси Джей
- Black Veil Brides
- Лорд
- Мэти Нойес
- Stanaj
- Джей Уоттс
- The Warning